# Bande dessinée animalière

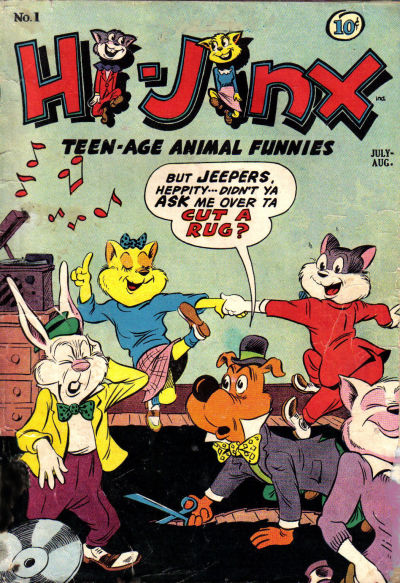
Page de couverture du magazine de bandes dessinées américain « Hi-Jinx » de Juillet-Août 1947.

La bande dessinée animalière est un genre de bande dessinée mettant en scène des animaux, généralement anthropomorphisés. Elle a de nombreux représentants dans la bande dessinée franco-belge. Dans les comics, le genre est appelé funny animals (« animaux drôles ») en anglais, catégorie également appliqué au dessin animé et qui contrairement à ce que son nom indique ne désigne pas que des histoires animalières humoristiques.

## Histoire
L'utilisation d'animaux dans la bande dessinée remonte aux caricatures du XIXe siècle et aux premières bandes dessinées humoristiques du début du XXe siècle. Des séries comme Krazy Kat de George Herriman et Felix the Cat ont popularisé ce concept. En Europe, Hergé intègre des personnages animaliers avec Milou dans Tintin, et l'illustrateur Benjamin Rabier influence durablement l'imagerie animalière.

#### Généralités
- Patrick Gaumer, « La BD animalière », dans Guide totem : La BD, Larousse, 2002 (ISBN 9782035051301), p. 14-22
- Thierry Groensteen (dir.), Animaux en cases : Une histoire de la bande dessinée animalière, Futuropolis, 1987.
- Paul Herman, La Bande dessinée animalière, Chez l'auteur, 1975.
- Didier Quella-Guyot, « Bestiaire », dans La Bande dessinée, Paris, Desclée de Brouwer, coll. « 50 Mots », novembre 1990, 160 p. (ISBN 2220031713), p. 17-19.
- (en) Leonard Rifas, « Funny Animal Comics », dans M. Keith Booker (dir.), Encyclopedia of Comic Books and Graphic Novels, Santa Barbara, Grenwood, 2010, xxii-xix-763 (ISBN 9780313357466, lire en ligne), p. 234-242.
- Vincent Baudoux, Clément Lemoine, Michel Pirus, Alexis Laballery, T. S. Sullivant, « Ces bêtes qui parlent », Neuvième Art, no 12,‎ janvier 2006, p. 150-181.

#### Animaux particuliers
- Julien Derouet, Le Chat dans la bande dessinée : De Félix à Blacksad, Éditions Cheminement, coll. « La Bulle Au Carré », 2008.
- Éric Baratay et Philippe Delisle, Milou, Idefix et Cie : Le Chien en BD, Karthala, coll. « Esprit BD », 2012.
- Jean-Louis Lopez, Taureaux et bandes dessinées, Musée taurin de Nîmes, 1990.
- Frédéric Mahé, Le Chien dans la bande dessinée, Éditions du Point vétérinaire, 1978.
- Jean-Paul Tibéri, Le Cri du cochon : Le Cochon dans la bande dessinée, Loubatières, 1988.